# Halo (TV-serie)
Halo är en amerikansk action- och äventyrsserie. Serien hade premiär den 24 mars 2022, och en andra säsong hade premiär den 8 februari 2024. Serien är skapad av Steven Kane och Kyle Killen. Serien är baserad på spelserien med samma namn.

## Handling
Serien utspelar sig 500 år i framtiden och handlar om utomjordingar som hotar mänskligheten.

## Rollista (i urval)
- Pablo Schreiber – Master Chief Petty Officer John-117
- Shabana Azmi – amiral Margaret Parangosky
- Natasha Culzac – Riz-028
- Olive Gray – Miranda Keyes
- Yerin Ha – Kwan Ha
- Charlie Murphy – Makee
- Danny Sapani – Jacob Keyes
- Jen Taylor – Cortana
- Bokeem Woodbine – Soren-066
- Natascha McElhone – Dr. Catherine Elizabeth Halsey